# Orderstock
Orderstock är en företagsekonomisk term som avser de ännu ej levererade eller fakturerade order som finns i orderregistret.